# McCoy Tyner

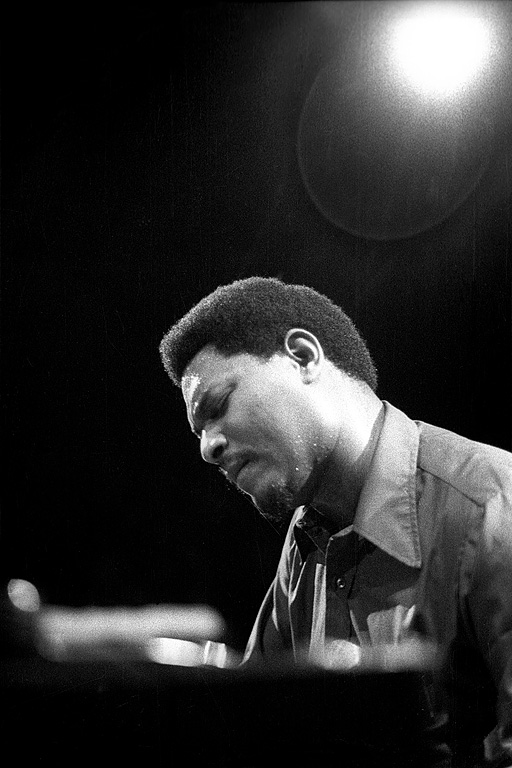
McCoy Tyner (1973)

Alfred McCoy Tyner (* 11. Dezember 1938 in Philadelphia, Pennsylvania; † 6. März 2020 in New Jersey) war ein US-amerikanischer Jazzpianist und Komponist.

## Leben und Wirken
Auf Drängen seiner Mutter begann McCoy Tyner im Alter von 13 Jahren mit dem Klavierspiel. In Philadelphia traf er sich regelmäßig mit seinen Freunden Mickey Roker und Lee Morgan zu Jam-Sessions in den jeweiligen Wohnungen. Seit seinem 15. Lebensjahr trat Tyner mit Jazzgruppen auf. Frühe Einflüsse waren die Brüder Bud und Richie Powell, die in der Nachbarschaft lebten. Um diese Zeit nannte er sich als konvertierter sunnitischer Muslim Sulieman Saud, arbeitete aber später wieder unter seinem Geburtsnamen. In Philadelphia traf er auch erstmals auf John Coltrane, mit dem er im dortigen Club Red Rooster auftrat.

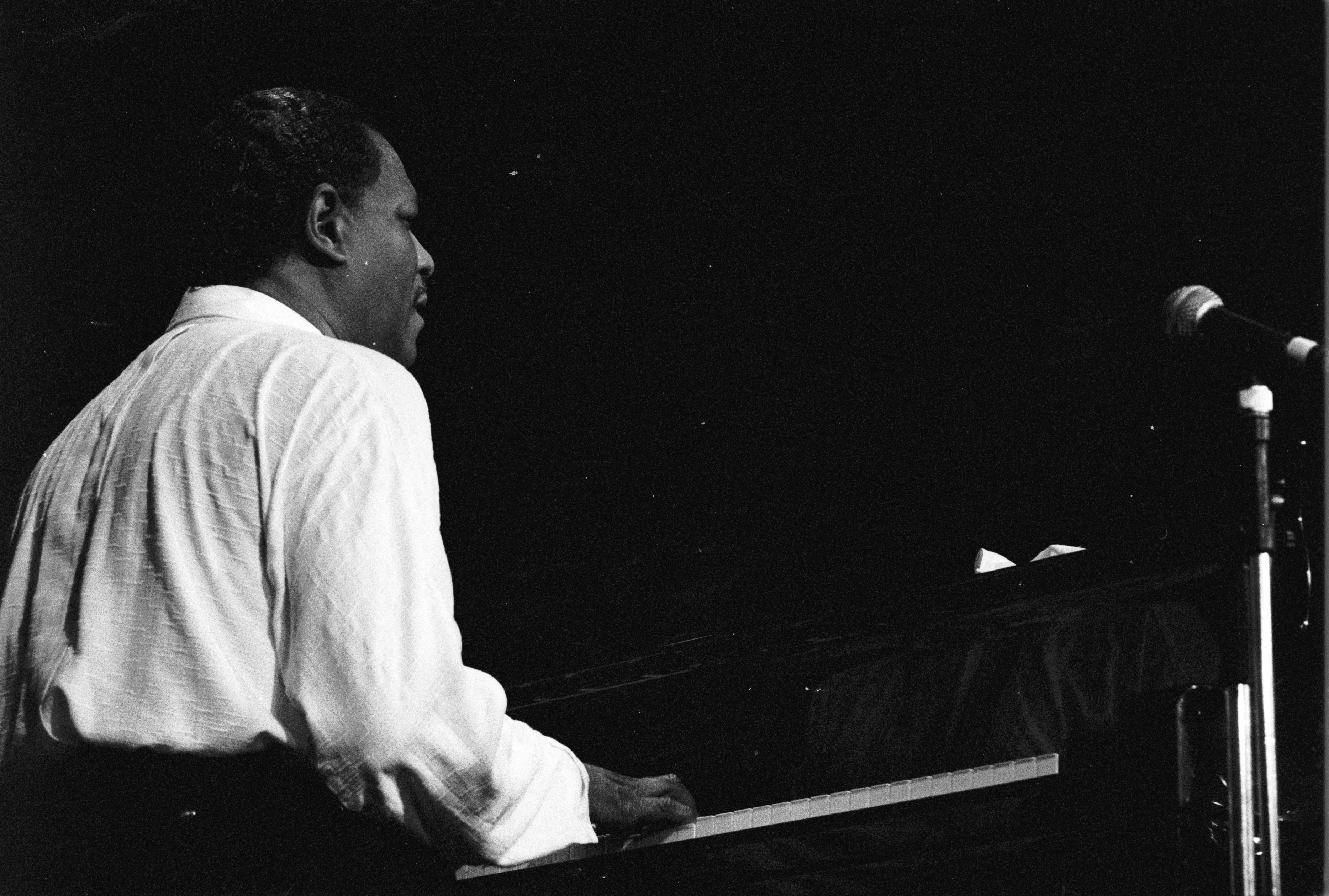
Tyner (1989)

Ab 1959 spielte er für sechs Monate im Jazztet von Art Farmer und Benny Golson, bevor er sich 1960 John Coltrane anschloss, mit dem er im selben Jahr Coltrane Plays the Blues einspielte. 1962 entstand das klassische John Coltrane Quartet mit Coltrane, Jimmy Garrison und Elvin Jones, in dem er bis 1965 eine tragende Rolle spielte. Während dieser Zeit wirkte Tyner an Alben wie A Love Supreme (1964, Impulse!), und Crescent (1964, Impulse!) mit, außerdem als Sideman bei Joe Hendersons Debütalbum Page One im Juni 1963. Nach Ansicht von Ian Carr war das John Coltrane Quartet das wohl einflussreichste Quartett in der Jazzgeschichte, und Tyner spielte dabei eine wesentliche Rolle.
Daneben hat Tyner auch mit Saxophonist Wayne Shorter für Blue Note Records gespielt, wie bei dem Album Night Dreamer 1964, und ab 1962 Schallplatten unter eigenem Namen auf dem Label Impulse! veröffentlicht, an denen Elvin Jones, Art Davis und Jimmy Garrison mitwirkten. Ab 1966 trat Tyner als Solist oder mit einem eigenen Trio beziehungsweise Quartett in den Vereinigten Staaten, Europa und Japan auf. Während dieser Zeit arbeitete Tyner auch mit Jimmy Witherspoon. 1967 erschien sein epochales Album The Real McCoy auf dem Label Blue Note Records, mit Joe Henderson, Ron Carter und wiederum Elvin Jones. Mit größerer Besetzung (u. a. mit Lee Morgan und Joe Chambers) nahm Tyner das Album Tender Moments (1967) auf, dessen ersten Titel Mode to John er dem soeben verstorbenen John Coltrane widmete.
Anfang der 1970er Jahre wechselte Tyner zu Orrin Keepnews’ Label Milestone, für das er Alben wie Sahara (1972), das Soloalbum Echoes of a Friend (1972), Enlightenment (1973, mit Azar Lawrence) und Fly With The Wind (1976) einspielte. Im Jahr 1978 spielte er bei den Milestone Jazz Stars (unter anderem mit Sonny Rollins, Ron Carter und Al Foster). 1988 entstand die Bigband-Produktion Uptown/Downtown, u. a. mit Kamau Muata Adilifu, Howard Johnson, Robin Eubanks und Steve Turré. 1989 kehrte Tyner zum Blue-Note-Label zurück und nahm das Ellington-Album Things Ain’t That What They Used to Be (teilweise Duos mit George Adams und John Scofield) sowie das Duo-Album Manhattan Moods (1993) mit Bobby Hutcherson auf. Nach zwei Alben für Impulse! wechselte Tyner 1998 zum Telarc-Label. 1981, 1986 und 2009 trat er mit unterschiedlichen Besetzungen beim Montreux Jazz Festival auf. Zu seinen seltenen Auftritten als Sideman in den 1980er und 1990er Jahren gehörte die Mitwirkung an dem David-Murray-Album Special Quartet, entstanden 1990.
„Er spielte Klavier ‚wie ein brüllender Löwe‘ und er hat das moderne Jazzpianospiel in seinen Grundfesten verändert“, urteilte Ulrich Habersetzer im Bayerischen Rundfunk anlässlich seines Todes. 2007 nahm er sein von der Kritik begeistert aufgenommenes letztes Album auf, ein Konzertmitschnitt in San Francisco. Kraftstrotzend wie eh und je, urteilten die Rezensenten. Ob ihn sein handgreiflicher Stil schon einmal in Schwierigkeiten gebracht habe, wurde Tyner später, jetzt in Pension, 2015 bei der Ehrung seiner Heimatstadt Philadelphia gefragt. Tyners Antwort soll gewesen sein: „Deswegen bin ich jetzt Steinway-Musiker. Die bauen mir die Sachen so, dass ich sie nicht kaputtmache.“ McCoy Tyner wurde 81 Jahre alt.

## Seine Musik
Neben den Powell-Brüdern war Tyner früh von Thelonious Monk und Art Tatum beeinflusst, entwickelte aber schon während seiner Zeit im Coltrane-Quartett seine ganz eigene und stilbildende Identität. Coltrane lobte Tyners eigenständiges Klavierspiel: „Seine größte Gabe ist sein melodischer Einfallsreichtum, […] die Klarheit seiner Ideen. Auch hat er einen ganz persönlichen Sound auf dem Piano – einen Sound, der wegen der Clusters, die er gebraucht, und der Art und Weise, in der er sie individualisiert, besonders klar und hell ist […] Außerdem hat McCoy einen ungewöhnlichen Formsinn […] Er spielt niemals konventionelle Klischees. Und schließlich: McCoy hat Geschmack. Er kann nehmen, was er will, und etwas Wunderbares daraus machen.“ Nach dem Coltrane-Biographen Bill Cole gelang es Tyner schon früh, „eine Synthese von Garland, Monk und Wynton Kelly“ zu formen; „er hat eine starke linke Hand, und er zeigt schon früh seine ausgeprägte Fähigkeit, mit äußerst imaginativen Harmonien zu begleiten“. Sein Kollege Richie Beirach betont das stilbildende Element des Stride Piano der Tatum-Schule: „McCoy nahm das Stride-Piano als eines seiner stilistischen Hauptelemente – mit den Quinten im Bass und den Akkorden in der Mitte der Klaviatur. So etwas nenne ich Innovation, wenn man etwas aus der Vergangenheit nimmt und dem Vokabular der Gegenwart einverleibt.“
Martin Kunzler analysierte die Neuerungen Tyners: „Er befreite die Harmonik von ihrer tonikalen Formbindung. Der Funktionsharmonik setzte er ein neues, modal […] begründetes harmonisches Konzept entgegen. Der Pianist schuf mit dieser Transformation linearer Tonorganisation in die Vertikale und ihrer Ausweitung beträchtliche improvisatorische Freiräume für sich und die Solisten.“ McCoy Tyner reflektierte seine Rolle im Coltrane-Quartett: „Die Gruppe funktionierte in erster Linie als geschlossene Einheit. Wenn ich meine Funktion darin einmal herauslösen und analysieren sollte, kann ich eigentlich nur sagen, es war die eines Orchesters. Mit anderen Worten: Ich hatte dem Quartett die Klangfülle zu geben. Oder, wie John zu sagen pflegte: die Dichte und Volltönigkeit. Nun kann ja ein Klavier tatsächlich wie ein Orchester behandelt werden, und genau das versuche ich auch und gab dem Quartett einen Sound, der immer voller, dichter, umfassender wurde.“
Nach Ian Carr hat Tyner immer kompositorisch gespielt, mit einem vorausschauenden Blick für die Musik und einem unbeirrbaren Instinkt für den Moment, wann er improvisieren kann und wann er mit der Rhythmusgruppe zu spielen hat, um den Solisten zu unterstützen. Er zählte ihn zu den am dynamischsten spielenden Pianisten; dabei spiele Tyner nie „frei“, sondern ziehe es vor, tonal und kontrolliert zu spielen.
„McCoy Tyner repräsentiert… das Coltrane-Erbe gültiger als jeder andere“ befand der Leiter der Jazzredaktion des Südwestrundfunks (SWF), Joachim E. Berendt, schon 1981. „Ja, McCoy Tyner ist dieses Erbe: still und dienend, voller Ernst und Religiosität.“ Diese Stille darf aber nicht mit Tyners Wucht verwechselt werden. Viele Pianisten, so Berendt, rätseln, „…wie McCoy Tyner so viel Kraft aus dem Klavier herausschlägt. Cecil Taylor tut das ähnlich, aber der spielt freitonal, da ist es leichter.“
Im Gespräch mit Joachim-Ernst Berendt äußerte Tyner, alle Musik sei „eine Reise der Seele in neues, unerforschtes Gebiet. […] Ich versuche dabei, die Musik aus vielen verschiedenen Ländern zu hören, aus Afrika, Indien, aus der arabischen Welt, europäische klassische Musik… alle Arten von Musik sind untereinander verbunden.“ Zum Charakteristikum seines machtvollen Spiels hat Tyner erklärt: „Du musst eins werden mit dem Instrument. Du fängst an, ein Instrument zu lernen, aber zuerst ist das Piano nichts weiter als ein Objekt. Doch dann werden du und dein Instrument eins.“ McCoy Tyner beeinflusste mit seinem charakteristischen Sound viele nachfolgende Pianisten wie Hal Galper, John Hicks, Henry Butler, Joanne Brackeen und den Deutschen Joachim Kühn.
Tyner komponierte einige bekannte Titel wie Passion Dance, Contemplation, Blues on the Corner, Land of the Lonely, Celestial Chant, Enlightenment Suite und Desert Cry und die  durch Dianne Reeves bekannt gewordene Ballade „You taught my heart to sing“.

## Auszeichnungen & Ehrungen
Das mit der McCoy Tyner Big Band aufgenommene Album Journey gewann 1995 einen Grammy Award in der Kategorie „Best Large Jazz Ensemble Performance“. Tyners Album Infinity (mit Michael Brecker) wurde 1996 mit einem Grammy in der Kategorie „Best Jazz Instrumental Performance“ ausgezeichnet. 
McCoy Tyner erhielt die Jazz Masters Fellowship für das Jahr 2002. Die mit 25 000 US-Dollar dotierte Anerkennung der staatlichen NEA-Stiftung ist die höchste Auszeichnung für Jazzmusiker in den USA.

## Familie
Sein Bruder ist der kommunistische Politiker und frühere Kandidat für das Vizepräsidentenamt der Vereinigten Staaten Jarvis Tyner.

## Diskographische Hinweise
- The Real McCoy (1967, Blue Note) mit Joe Henderson
- Time for Tyner (1968, Blue Note)
- Enlightenment (1973, Milestone)
- Song of the New World (1973, Milestone)
- Focal Point (1976, Milestone)
- Supertrios (1977, Milestone) in zwei Trios mit Ron Carter (b) / Tony Williams (d) bzw. Eddie Gomez (b) / Jack DeJohnette (d)
- Uptown/Downtown (1988, Milestone)
- Soliloquy 1992, (Blue Note)
- Manhattan Moods (1993, Blue Note)
- McCoy Tyner and the Latin All Stars (1999, TelArc)
- With Stanley Clarke and Al Foster (2000, Telarc)
- Land of Giants (2003, Telarc) mit Bobby Hutcherson
- McCoy Tyner & Joe Henderson: Forces to Nature: Live at Slugs’ (1966/2024)

### Nachrufe
- Nichts für den Schönheitssalon. In: Süddeutsche Zeitung vom 7. März 2020.
- Jazz-Legende McCoy Tyner ist tot. In: Frankfurter Allgemeine Zeitung vom 7. März 2020.
- Ein demütiger Gigant: zum Tod von McCoy Tyner. In: Neue Zürcher Zeitung vom 7. März 2020.
- Ben Ratliff: McCoy Tyner, Jazz Piano Powerhouse, Is Dead at 81. The New York Times, 6. Februar 2020 (englisch).
- Nate Chinen: McCoy Tyner, Groundbreaking Pianist Of 20th Century Jazz, Dies At 81. National Public Radio, 6. Februar 2020 (englisch).
- John Fordham: McCoy Tyner obituary. The Guardian, 9. März 2020 (englisch).

### Musikbeispiele
- McCoy Tyner & Lee Morgan: Man from Tanganyika auf YouTube
- John Coltrane & McCoy Tyner: My Favorite Things auf YouTube
- Grant Green & McCoy Tyner: Wives and Lovers auf YouTube
- Hank Mobley & McCoy Tyner: Chain Reaction auf YouTube